# (2071) Nadezhda
(2071) Nadezhda (1971 QS) – planetoida z pasa głównego asteroid okrążająca Słońce w ciągu 3,38 lat w średniej odległości 2,25 au. Odkryta 18 sierpnia 1971 roku.